# (1995) Hajek
Pour les articles homonymes, voir Hájek.
(1995) Hajek (aussi nommé 1971 UP1) est un astéroïde de la ceinture principale, découvert le 26 octobre 1971 par Luboš Kohoutek à Bergedorf. 
Il a été nommé en hommage à l'astronome originaire de Bohème Tadeáš Hájek.